# Confesiones (serie de televisión)
Confesiones, historias de la vida misma es una serie de televisión peruana conducida por Camucha Negrete y emitida el 25 de marzo de 2013 a la 1:00 p. m.. por Frecuencia Latina. El programa narra problemas de la gente en la vida diaria. Desde 2016 se emitió la mayoría de capítulos en Panamericana Televisión debido a la alianza comercial que tiene con Latina Televisión.

## Sinopsis
La serie narra historias reales de personas en la vida diaria que envían sus casos. Entre los temas más comunes que tocan está la violencia doméstica, racismo, anorexia, homosexualidad, homofobia, divorcio, pedofilia, alcoholismo, drogadicción, prostitución, bullying, problemas maritales, reencuentros familiares, entre otros.

## Reparto
La serie dio la oportunidad de figurar a actores con experiencia y talento pero poco conocidos como Tito Vega, Julio Navarro, y Trilce Cavero. Además, la serie sirvió como plataforma para lanzar nuevos actores como Silvia Alegre Salazar, Cristina Quiroga, Alessia Delgado, Valentín Prado, María Fernanda Valera, Vania Accinelli y Augusto Gutiérrez, entre otros. Algunos episodios especiales contaron con la presencia de actores conocidos como Gloria Klein, la propia Negrete y la ex conductora de televisión infantil Mirtha Patiño, Patricia Medina.
Toda la música original y la canción principal fueron creadas y producidas por el maestro Pepe Ortega.